# كارين كاربنتر
كارين كاربنتر (بالإنجليزية: Karen Anne Carpenter)‏ هي طبالة وعازفة الجاز ومغنية أمريكية، ولدت في 2 مارس 1950 في Yale New Haven Hospital ‏ في الولايات المتحدة، وتوفيت في 4 فبراير 1983 في PIH Health Hospital – Downey ‏ في الولايات المتحدة بسبب فقدان الشهية العصابي.

## النشأة
ولدت كارين كاربنتر في مستشفى ييل نيو هافن في نيو هافن بولاية كونيتيكت في 2 مارس 1950 لأجنيس روير تاتوم وهارولد بيرترام كاربنتر. لعبت البيسبول كثيرًا وقالت إنها تحب أن تكون الرامي. كان لديها شقيق اسمه ريتشارد كاربنتر.  بينما كانت كارين تلعب البيسبول مع صديقاتها كان ريتشارد عادة يعزف على البيانو. قرر والداها أغنيس وهارولد كاربنتر أنهما يريدان الانتقال إلى داوني بكاليفورنيا وهي مدينة قريبة من هوليوود وقد انتقلوا في عام 1963.
في داوني التحقت كارين بمدرسة داوني الثانوية. كانت طالبة جيدة لكنها لم تكن تحب صالة الألعاب الرياضية. من أجل الخروج من صالة الألعاب الرياضية طلبت أن تكون في فرقة الموسيقى بدلاً من ذلك. عندما دخلت الفرقة الموسيقية أعطاها المخرج آلة تشبه إلى حد ما الإكسيليفون. لم تعجب كارين بالآلة وسألت مدير فرقتها إذا كان بإمكانها العزف على الطبلة بدلاً من ذلك، ومنذ ذلك الحين مارست العزف على الأواني قبل أن يشتري لها والداها أخيرًا مجموعة طبول.

## وصلات خارجية
- الموقع الرسمي
- كارين كاربنتر على موقع IMDb (الإنجليزية)
- كارين كاربنتر على موقع ميوزك برينز (الإنجليزية)
- كارين كاربنتر على موقع إن إن دي بي (الإنجليزية)
- كارين كاربنتر على موقع ديسكوغز (الإنجليزية)
- كارين كاربنتر على موقع قاعدة بيانات الفيلم (الإنجليزية)